# Fortificațiile Brașovului
Fortificațiile Brașovului sunt construcții cu caracter militar cu caracter defensiv, destinate protejării locuitorii Brașovului contra invadatorilor. Termenul se referă în principal la fortificațiile construite între secolele XIII și secolul XIX. Invaziile turco-tătare tot mai dese în Brașovul secolelor XIII - XV au făcut ca majoritatea populației care nu era legată de pământul fertil din Bartolomeu să se strămute pe locul dintre Tâmpa, Șchei și dealul Warthe. Înainte aici exista o pădure deasă, prin mijlocul căreia trecea pârâiașul dinspre Pietrele lui Solomon, numit mai târziu Graft (canal în germana vremii). Acolo unde acesta se despărțea în două, un braț luând-o spre Blumăna iar celălalt spre Brașovechi, exista un turn de observație în jurul căruia, începând cu 1420, s-a construit clădirea Casei Sfatului. Locul nu era chiar pustiu; călugării și călugărițele venite o dată cu teutonii își construiseră aici două mănăstiri: cea a Sf. Laurențiu și cea a Sf. Caterina. Acestea au fost din păcate distruse de tătari în 1241. 
După 1383, locul noii așezări a fost fortificat doar cu șanțuri, valuri de pământ și palisade. La sfârșitul secolului al XIV incinta se reface în piatră. Treptat însă, a început construcția zidurilor și bastioanelor, care au dus faima Brașovului până departe ca fiind „cetatea celor șapte bastioane”. În total, zidurile aveau 3000 m lungime, fiind de 12 m înălțime și groase de 1,70 până la 2,20 m. Pe lângă bastioanele dispuse la fiecare 110 m, acestea mai erau apărate și de 28 de turnuri de pulbere, de formă pătrată. Astăzi se mai păstrează doar 6, 2 pe latura nord-vestică și 4 pe latura de sud a cetății, printre care Turnul Vânătorilor și Turnul Lemnarului. Zidurile erau duble și, uneori, - pe latura nord-estică mai ales - triple, între ele existând șanțuri și valuri de pământ. Între ziduri se aflau așa numitele „țarcuri” (zwinger), stăpânite fiecare de câte o breaslă. Începând din secolul XV, sub supravegherea regelui Sigismund de Luxemburg, se construiră astfel primele fortificații ale cetății Brașov.

## Hartă interactivă
Mai jos aveți o hartă interactivă cu fortificațiile Brașovului. Faceți clic pe orice element pentru a accesa direct articolul respectiv

## Bastioanele brașovene
Au fost ridicate începând cu secolul XV de către diferite bresle, care le foloseau pe timp de pace pentru depozitarea mărfurilor, iar la vreme de asediu sau atac deveneau fortărețe. Din cele 8 bastioane inițiale, se mai păstrează integral doar trei:

Turnuri și ziduri înspre Tâmpa

- Bastionul Țesătorilor
- Bastionul Fierarilor
- Bastionul Graft

celelalte fiind recent renovate:
- Bastionul Funarilor
- Bastionul Postăvarilor
- Bastionul Cojocarilor

sau desființate total:
- Bastionul Aurarilor (în 1886)
- Bastionul Curelarilor (în 1887)

## Porțile brașovene
În mod clasic, cetatea Brașov a avut patru porți:
- Poarta Ecaterinei înspre Șchei
- Poarta Vămii (a Mănăstirii)
- Poarta Principală (a Căldărarilor)
- Poarta Străzii Negre

În secolul XIX, trei noi porți au fost construite:
- Poarta Șchei, între Poarta Ecaterinei și Bastionul Țesătorilor
- Poarta Târgul Cailor, între Poarta Ecaterinei și Bastionul Fierarilor
- Poarta Vămii cea nouă, pe același amplasament al Porții Mănăstirii.

Ultimele două au fost demolate la sfârșitul aceluiași secol, datorită dezvoltării orașului.
Deși se știa de existența unei ieșiri înspre Tâmpa, pentru vitele care mergeau la păscut la poalele muntelui în vreme de asediu, se presupunea că aceasta se afla la Bastionul Funarilor. Totuși, în urma săpăturilor pricinuite de renovarea zidului de sud, poarta a fost găsită sub unul dintre turnurile de pulbere aflat între Bastionul Funarilor și Bastionul Țesătorilor:
- Poarta dinspre Tâmpa

## Turnuri externe

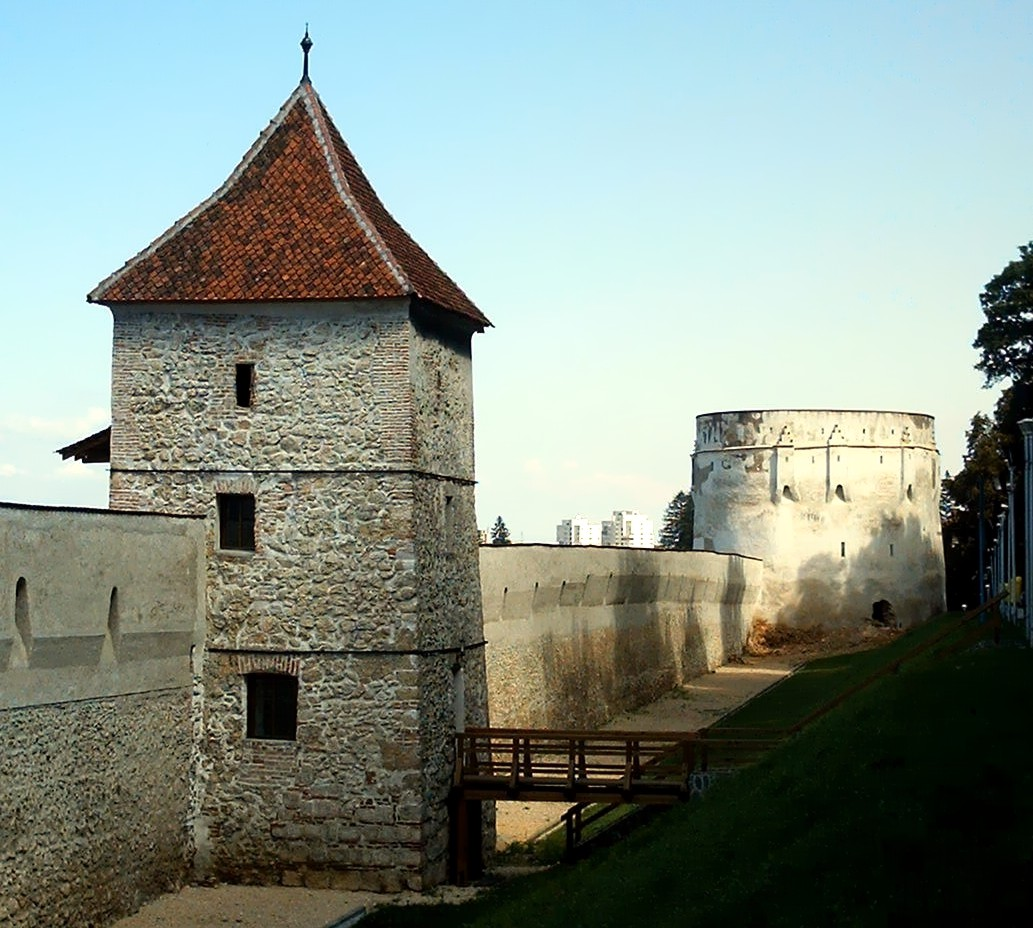
Turnurile, bastioanele, și zidurile fortificate ale Brașovului (Kronstadt)

Cetatea Brașovului a avut patru turnuri exterioare:
- Turnul Negru
- Turnul Alb
- Turnul Cizmarilor
- Turnul Cuțitarilor
- și, în primă fază, și pe al cincilea, anume Turnul aflat pe locul Cetățuii de astăzi. Mai înainte, în actuala Piață a Sfatului, se afla doar mănăstirea de surori ale ordinului premonstratense și turnul de observație care se află și azi la baza turnului Casei Sfatului. Nu trebuie uitate cele 28 de turnuri de pulbere, fiecare apărate de câte o breaslă, aflate pe zidurile cetății.

## Alte fortificații de pe teritoriul Brașovului
- Cetățuia de pe Strajă
- Cetatea Brașovia
- Cetatea de pe dealul Șprenghi

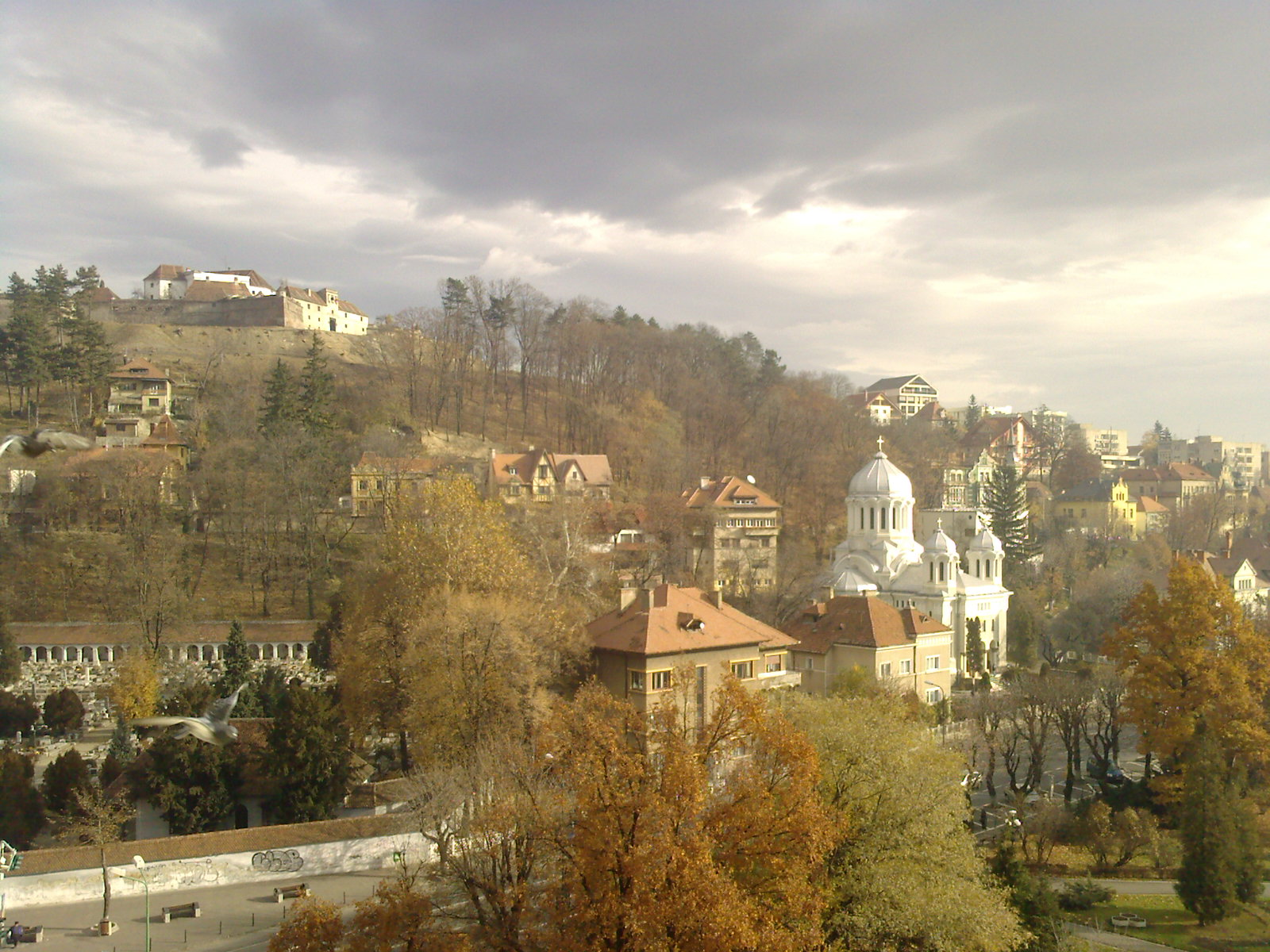
Cetățuia

- Cetatea de la Pietrele lui Solomon
- Cetatea dacică din Răcădău